# Dionne Warwick
Dionne Warwick, rodným jménem Marie Dionne Warrick (* 12. prosince 1940 East Orange, New Jersey) je americká zpěvačka a herečka. Hrála například v seriálu Johnny Bravo. Její mladší sestra Dee Dee Warwick byla také zpěvačkou.
Dionne Warwick je držitelkou pěti cen Grammy. Od 60. let prodala přes 100 miliónů nosičů svých alb. V březnu 2013 však vyhlásila osobní bankrot. Ve Spojených státech od roku 1991 dluží na daních téměř 10 miliónů dolarů (asi 202 miliónů korun).